# Fuzil T-65
Fuzil de assalto T65  (T65突擊步槍) é um fuzil de assalto concebido e produzida originalmente pela Combined Logistics Command - Fabrica 205 em Taiwan.

## Histórico
O Fuzil de assalto T65 é o primeiro fuzil de calibre 5,56 x 45 mm adotado pelas forças armadas taiwanesas, com projeto iniciado em 1968 tendo como base o fuzil de assalto AR-15 e AR-18. Basicamente uma AR-15 com sistema de funcionamento Short Stroke gas Piston da AR-18.

## Parte técnica
Diferente de AR-15, O Fuzil de assalto T65 é operado a gás com sistema de funcionamento Short Stroke gas Piston, possui um seletor de fogo de três posições: segurança, semiautomático e fogo completamente automático. É alimentado por carregador STANAG de 30 tiros. O pistão tem sua própria mola de recuperação. Após o disparo o gás empurra o pistão faz um rápido toque no transportador do ferrolho, o resto da operação é dado apenas pela inércia. O sistema de trancamento do ferrolho utiliza uma cabeça de trancamento rotativo que se tranca diretamente na extensão do cano

## Variantes
* Fuzil de assalto T65
Versão de produção inicial, substituída em 1987 pela T65K2
* Fuzil de assalto T65K1
Modificação com algumas alterações nos processos de fabricação, foi produzida em quantidade reduzida. Este modelo também foi adotada em quantidades limitadas pela Panamá e Haiti. Foi fabricada apenas 240.000 unidades.
* Fuzil de assalto T65K2
Modelo de dotação atual, com diversas melhorias com produção iniciada em 1987, as principais modificações consistem em: alça de mira com alça de transporte no estilo de AR-15, um seletor de fogo de quatro posições: segurança, semiautomático, rajadas controladas de três tiros e fogo completamente automático.
* Carabina T65K2
Versão com cano de menor comprimento e coronha retrátil. 

Funcionamento do mecanismo do tipo Short stroke

* Carabina T65K3

## Operadores
- Taiwan
- Haiti
- Panamá
- Paraguai
- Jordânia
- Nicarágua
- Líbano
- El Salvador